# Tetrazygia pallens
Tetrazygia pallens là một loài thực vật có hoa trong họ Mua. Loài này được (Spreng.) Cogn. miêu tả khoa học đầu tiên năm 1891.